# 肥後二見駅
肥後二見駅（ひごふたみえき）は、熊本県八代市二見洲口町にある肥薩おれんじ鉄道線の駅である。駅番号はOR04。

## 歴史

### 駅名の由来
開業時の地名（葦北郡二見村）が由来。
「二見」はかつては「二水」という地名であった。「二水」とは「2つの川の合流するところ」という意味で、この土地が二見川と下大野川との合流地点であることから付いた地名である。その後、「二見」に転じたのが今の地名であり、駅と集落は二見川河口の洲口浜にある。
開業当時、参宮線に二見浦駅、和歌山線に大和二見駅が存在していたため、当駅は肥後二見駅となった。

### 年表
- 1925年（大正14年）4月15日 - 鉄道省肥薩線（初代）の駅として開設[1]。
- 1927年（昭和2年）10月17日：鹿児島本線編入により、鹿児島本線の駅となる。
- 1961年（昭和36年）10月1日：貨物取扱廃止[1]。
- 1970年（昭和45年）9月1日：荷物扱い廃止[2]。CTC導入に伴い無人駅化[3]。八代駅の被管理駅になる。
- 1978年（昭和53年）10月：木造駅舎解体、現駅舎が竣工。
- 1987年（昭和62年）4月1日：国鉄分割民営化により、JR九州の駅となる[1]。
- 2004年（平成16年）3月13日：九州新幹線部分開業に伴う鹿児島本線（八代駅 - 川内駅間）経営移管により、肥薩おれんじ鉄道の駅となる[4]。
- 2019年（令和元年）10月1日：駅ナンバリング導入に伴い駅名標を更新。英語表記を「Higo Futami」から「Higo-Futami」に変更。

## 駅構造

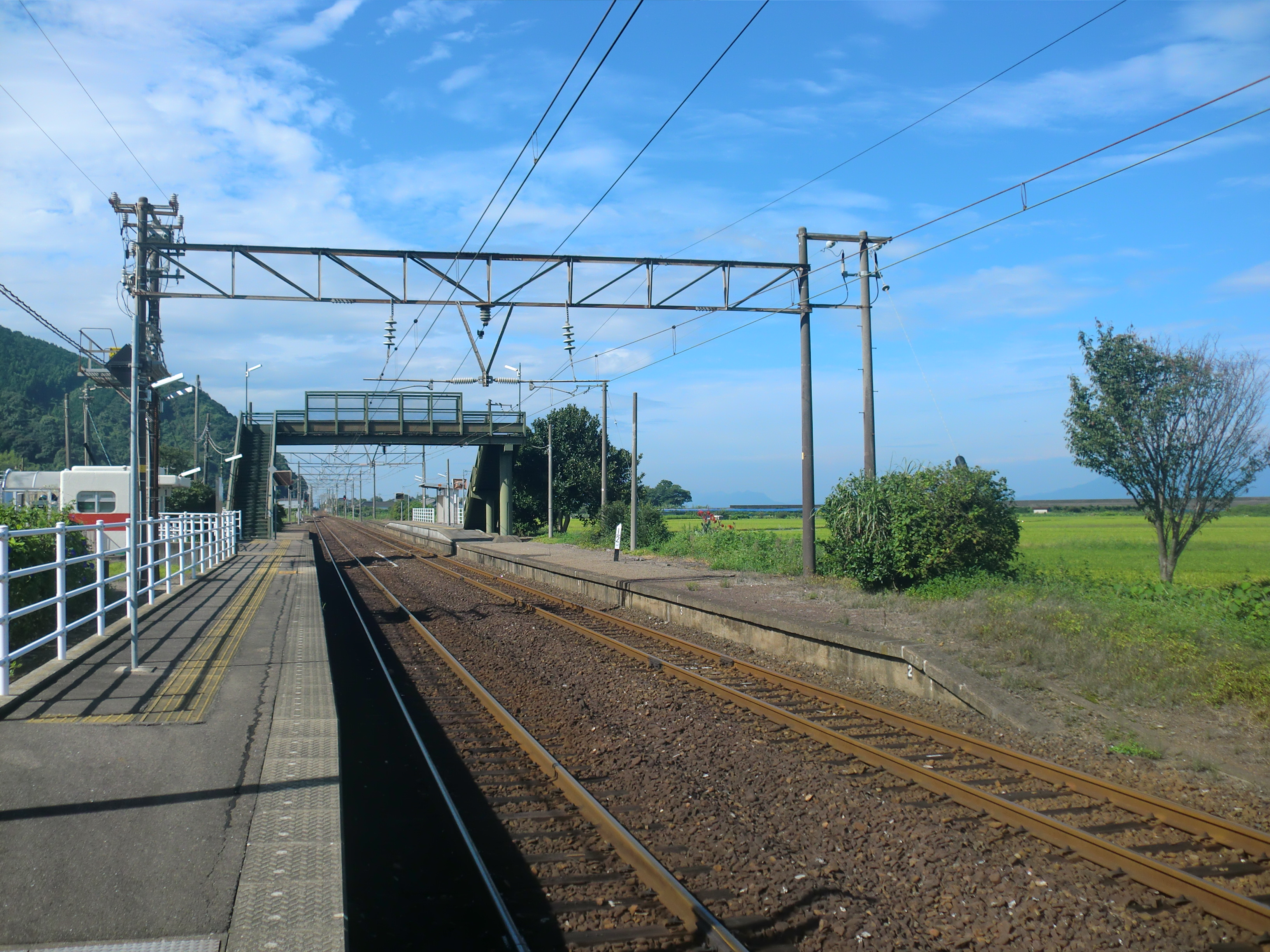
構内（2012年9月）

相対式ホーム2面2線を有する地上駅。簡易駅舎を有する無人駅である。国鉄時代は木造駅舎を有する有人駅であった。現駅舎は1978年に建て替えられた旧国鉄熊本鉄道管理局管内標準のもので、袋駅とほぼ同デザインである。
かつては駅舎にトイレも設置されていたが、老朽化のため2021年7月に閉鎖された。以降はトイレ出入口が板張りされ、入ることが出来なくなっている。

### のりば
| のりば | 路線                | 方向 | 行先                 | 備考                 |
| ------ | ------------------- | ---- | -------------------- | -------------------- |
| 1      | ■肥薩おれんじ鉄道線 | 下り | 佐敷・水俣・出水方面 |                      |
| 1      | ■肥薩おれんじ鉄道線 | 上り | 八代・新八代方面     | 原則としてこのホーム |
| 2      | ■肥薩おれんじ鉄道線 | 上り | 八代・新八代方面     | 一部列車のみ         |

## 利用状況
1日平均乗車人員及び乗降人員は以下の通り。
| 年度   | 1日平均 乗車人員 | 1日平均 乗降人員 |
| ------ | ---------------- | ---------------- |
| 2000年 | 113              | 229              |
| 2001年 | 119              | 241              |
| 2002年 | 107              | 217              |
| 2003年 | 92               | 189              |
| 2004年 | 89               | 177              |
| 2005年 | 67               | 136              |
| 2006年 | 69               | 140              |
| 2007年 | 63               | 127              |
| 2008年 | 71               | 143              |
| 2009年 | 65               | 130              |
| 2010年 | 67               | 134              |
| 2011年 | 57               | 116              |
| 2012年 | 47               | 98               |
| 2013年 | 41               | 87               |
| 2014年 | 38               | 80               |
| 2015年 | 41               | 87               |
| 2016年 | 46               | 96               |
| 2017年 | 46               | 92               |
| 2018年 | 37               | 75               |
| 2019年 | 28               | 59               |

## 駅周辺
国道と線路の間や、南側に集落がある他は田圃が広がっている。

また、国道上には産交バスの二見駅前バス停があり、八代駅方面と水俣駅方面を結ぶ路線などが利用できる。
- 熊本県道254号二見田浦線 - 駅前道路
- 国道3号
- 八代海
- 二見川
- 二見海岸（旧・二見海水浴場）

かつては二見川を渡った先の二見漁港付近に二見海水浴場（二見海岸）があり、隣の上田浦駅にある黄金ヶ浜海水浴場と共に夏季の避暑地として海水浴客で賑わっていた。その名残で現在でも海岸沿いにコンクリート製飛び込み台が残っている。1970年に無人駅となり、1978年に駅舎が解体されて現駅舎になった後も1980年代後半までは7月 - 8月末にかけての夏休み期間中のみ八代駅から駅員が派遣されて期間限定で有人駅となり、当駅に優等列車が臨時停車したり熊本駅方面から当駅止まりの臨時列車が設定されていた時期もあった。現在は近隣の御立岬公園海水浴場等に海水浴客が移ってしまい海水浴場としての役目は終えているが、砂浜が広くて波や潮の流れも穏やかなため、毎年4月 - 5月末にかけて二見漁業協同組合主催の潮干狩りが開催され、浜辺で潮干狩りを楽しむ大勢の観光客や家族連れで賑わう。また、沿岸は釣りスポットとしても知られ、年間を通して海岸沿いに海釣りをする人が多数集まり、海辺やボートで釣りを楽しんでいる姿が見られる。

### バス路線
二見駅前停留所（駅前を通る国道3号線上にある）。
産交バス（八代営業所）
- 11：八代市役所前（短大高専前・八代駅前経由） / 道の駅たのうら

## 隣の駅
肥薩おれんじ鉄道
■肥薩おれんじ鉄道線
日奈久温泉駅（OR03） - 肥後二見駅（OR04） - 上田浦駅（OR05）